# Flisactwo

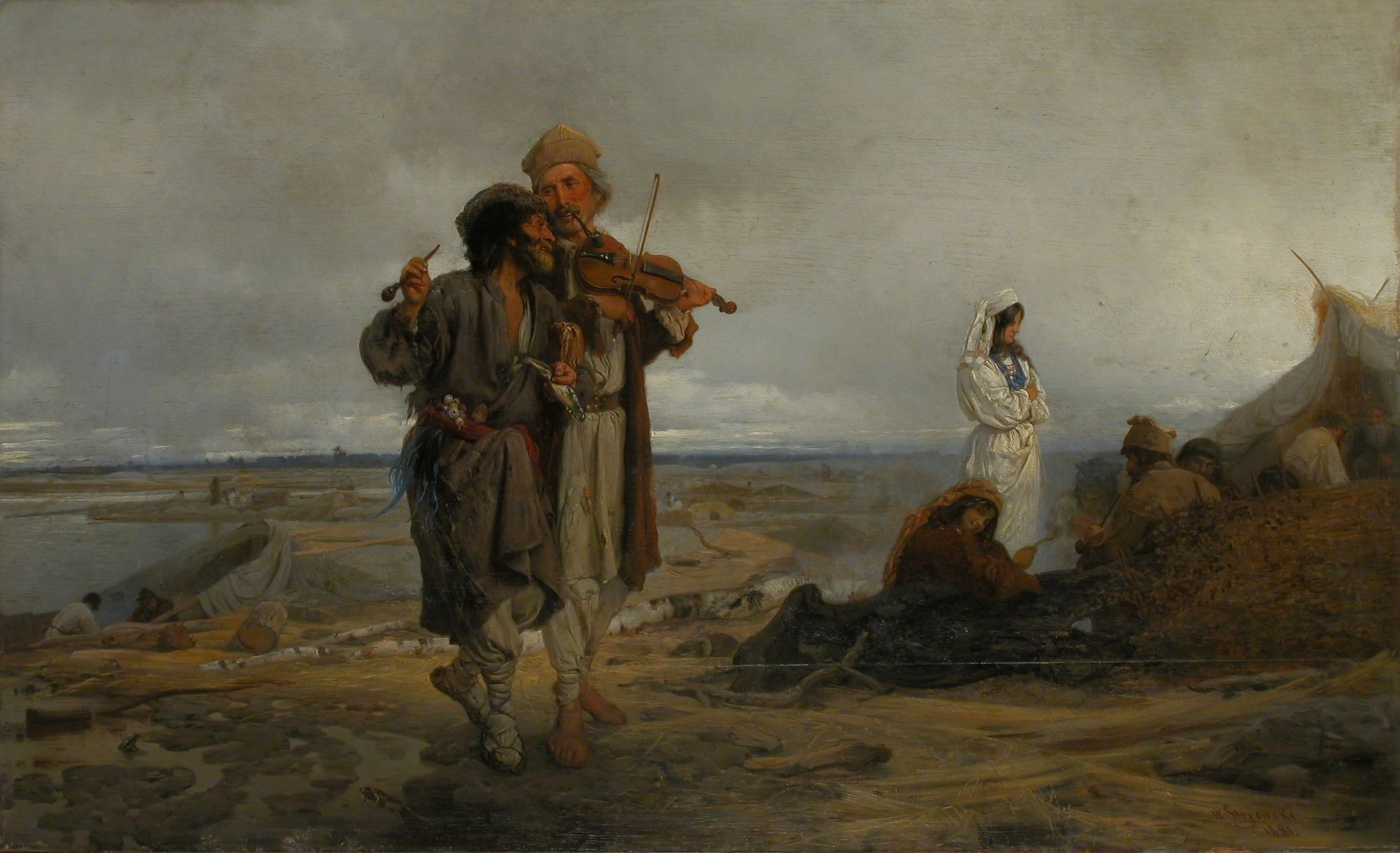
Flisacy nad Wisłą, Wilhelm August Stryowski, 1881

Flisactwo (flis, osyłka) – rzeczny spław towarów.
Tradycja flisactwa kultywowana w Polsce, Austrii, Czechach, Niemczech, Łotwie i Hiszpanii została w grudniu 2022 roku wpisana na Listę reprezentatywną niematerialnego dziedzictwa kulturowego ludzkości UNESCO.

## Historia

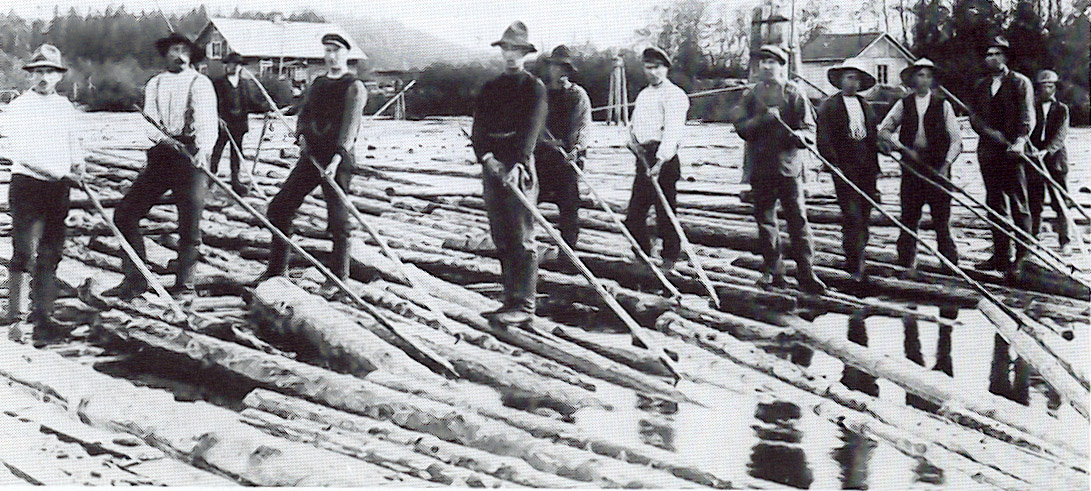
Flis

W dawnej Polsce flis stanowił jedną z najważniejszych form transportu oraz istotną gałąź gospodarki. Do najczęściej spławianych towarów należało zboże, transportowane na statkach, m.in. na specjalnie przystosowanych jednostkach zwanych komięgami oraz drewno, spławiane w postaci tratew. Ponieważ najważniejszym i największym ośrodkiem portowym w dawnej Polsce był Gdańsk, to w naturalny sposób najważniejszą drogą wodną stała się Wisła, jakkolwiek do spławu intensywnie wykorzystywano również inne rzeki Rzeczypospolitej, np. Niemen, Dniepr, Poprad, Wag czy Orawa.
W okresie największego rozkwitu gospodarki folwarcznej w ciągu jednego roku przez Wisłę przepływało ponad pół tysiąca szkut, tyle samo dubasów, prawie tysiąc komięg oraz ok. trzystu tratew.
W XIX wieku liczba flisaków wielokrotnie zmalała, zaś zakres ich działalności ograniczył się głównie do spławu drewna.
Spławem trudnili się flisacy zwani również flisami lub orylami. Obowiązki na tratwie były podzielone między kapitana, sternika i wioślarzy.